# La Pampa (Atacama)
La Pampa es una localidad rural chilena ubicada en la Provincia del Huasco, Región de Atacama. De acuerdo a su población es una entidad que tiene el rango de  caserío. Se encuentra localizado al interior del Valle de El Tránsito.

## Historia
Los antecedentes históricos de este poblado son escasos. Sin embargo, su nombre se origina el asentamiento indígena que existía en las proximidades de esta localidad.
En 1750 Don Fernando de Aguirre, Gobernador de Copiapó, ordena la mensura de las “Tierras de Indios de Guasco Alto”, acción que se realiza en febrero de ese año. La comisión realiza la mensura de tierras en La Pampa el día 18 de febrero de ese año.
En 1870 llegó a vivir y trabajar por allí por el espacio de once años, hasta su muerte en 1881 en El Tránsito, el sacerdote Italiano, P. Paulino Romani en la localidad de  El Olivo. Durante este período se construyó una capilla en La Pampa y oratorios en Quebrada de Pinte y en El Olivo. En el año 1870 ya aparece en los libros de San Ambrosio como Oratorio. Pocos años más tarde en 1872, el Obispo José Manuel Orrego visita la localidad de La Pampa.
En 1884 el Subdelegado Juan Villalobos se hizo una donación de terreno junto a la plaza de La Pampa para edificar una Capilla. A partir de este año hay antecedentes de la celebración de la Fiesta de San Isidro con bailes chinos.
Para 1899 esta localidad era considerada como una aldea.

Pampa (La).-—Aldea del departamento de Vallenar situada en el valle del río de los Naturales á poca distancia al E. de la aldea del Tránsito y más al O. del paso de El Portillo. Tiene una población de 388 habitantes con estafeta y escuela gratuita. Pampa es voz del quichua, que significa generalmente llanura.
 Francisco Astaburuaga, 1899

En 1905 por una inundación se destruyó la capilla, la cual fue remplazada por un Oratorio en casa de una vecina. Este último también fue destruido en 1922 por el terremoto. La imagen que existía se quemó en el año 1940.
El terreno de la actual capilla fue bendecido por el padre Han en 1966, la cual se concluyó en 1979 y se consiguió una nueva imagen de San Isidro, que se trajo de la Iglesia Tránsito. Mons. Fernando Ariztía bendijo la Capilla ya terminada en octubre de 1985.

## Turismo
El poblado de La Pampa constituye un buen punto para realizar excursiones a la cordillera y en particular a la Quebrada de Colpe.
En La Pampa se celebra cada 17 de mayo la Fiesta religiosa de San Isidro.

## Accesibilidad y transporte
El Poblado de La Pampa se ubica a XX km al interior del poblado de Conay, XX de El Tránsito y XX de Alto del Carmen capital de la comuna.
Existe transporte público a través de buses de rurales desde el terminar rural del Centro de Servicios de la Comuna de Alto del Carmen, ubicado en calle Marañón 1289, Vallenar.
Si viaja en vehículo propio, no olvide cargar suficiente combustible en Vallenar antes de partir. No existen puntos de venta de combustible en la comuna de Alto del Carmen.
A pesar de la distancia, es necesario considerar un tiempo mayor de viaje, debido a que la velocidad de viaje esta limitada por el diseño del camino. Se sugiere hacer una parada de descanso en el poblado de El Tránsito o en Alto del Carmen para hacer más grato su viaje.
El camino hasta La Pampa (Ruta C-495) es transitable durante todo el año, sin embargo es necesario tomar precauciones en invierno debido a las lluvias y caída de nieve. Se sugiere informarse bien de las condiciones climáticas en el invierno.

## Alojamiento y alimentación
En la comuna de Alto del Carmen existen pocos servicios de alojamiento formales en Alto del Carmen y en Chanchoquín Grande, se recomienda hacer una reserva con anticipación. En La Pampa no existen servicios de alojamiento.
En las proximidades no hay servicios formales de Camping, sin embargo se puede encontrar algunos puntos rurales con facilidades para los campistas en Conay, Chollay y Albaricoque.
Los servicios de alimentación son escasos, existiendo en Alto del Carmen, Chanchoquín Grande y en El Tránsito algunos restaurantes. En La Pampa no existen servicios de restaurantes.
En muchos poblados como en La Pampa, Los Tambos, Conay y Chollay hay pequeños almacenes que pueden facilitar la adquisición de productos básicos durante su visita.

## Salud, conectividad y seguridad
El poblado de La Pampa cuenta con servicio de electricidad, iluminación pública y red de agua potable rural.
El poblado de La Pampa no hay Carabineros, sin embargo en  El Tránsito y en Conay existen Retenes de Carabineros de Chile.
La Pampa cuenta con una Estación Médico Rural que abre ocasionalmente para atender a la comunidad, existen Postas Rurales en  El Tránsito y en Conay.
Al igual que muchos poblados de la comuna, La Pampa cuenta con servicio de teléfonos públicos rurales. No existe señal para teléfonos celulares.
El Municipio cuenta con una red de radio VHF en toda la comuna en caso de emergencias incluidos La Pampa,  Los Tambos y Conay.
Este poblado es considerado como una localidad aislada en la región de Atacama y se encuentra considerada en el proyecto de desarrollo de Centros Cívicos de la región.

## Educación
En esta localidad se encuentra la Escuela La Pampa G-49. Esta escuela atiende a 14 alumnos, cuenta con dos aulas, una multicancha, comedor y cocina.